# El Español (setmanari)
El Español (subtítols: Semanario de los españoles para todos los españoles i Semanario de la política y del espíritu) va ser un setmanari espanyol d'ideologia política d'extrema dreta, fundada per Juan Aparicio López, en aquell moment Delegat Nacional de Premsa i Propaganda, durant la dictadura franquista.
El primer número sortí el 31 d'octubre de 1942, al preu d'una pesseta i amb el subtítol Semanario de la política y del espíritu, en portada apareixia un dibuix a gran escala del bust de Franco fet pel dibuixant jaenès Lorenzo Goñi y Suárez del Árbol i un article redactat per Juan Aparicio titulat ¡Arriba los españoles!; el setmanari es publicà cada dissabte fins al número 236, el 3 de maig de 1947.
Uns anys més tard reapareix en una segona època, sota el preu de tres pessetes i en un format més petit però amb més pàgines, publicant-se'n el número 237 el 14 de juny de 1953, seguint la vella numeració però canviant el subtítol per Semanario de los españoles para todos los españoles; i segueix sortint cada setmana fins al número 714, el 5 d'agost de 1962, on s'acomiada prometent una nova etapa.
Aquesta tercera època comença al cap d'un parell de mesos, quan se'n publica el primer número el 20 d'octubre de 1962 a un preu de 2,50 pessetes i dura fins al número 181, publicat el 2 d'abril de 1966.
Finalment l'última etapa va des del primer número, publicat el 29 d'octubre de 1966 fins al número 87, publicat el 15 de juny de 1968.
El setmanari s'imprimia als tallers d'Afrodisio Aguado S.A. situats al carrer Bravo Murillo nº 31 de Madrid i hi figurava la redacció i administració a l'apartat de Correus número 1295 de la mateixa ciutat.